# لحلاح زعفراني الأوراق
اللحلاح زعفراني الأوراق (باللاتينية: Colchicum crocifolium) نوع نباتي يتبع جنس اللحلاح من الفصيلة اللحلاحية.

## الموئل والانتشار
موطنه بلاد الشام وتركيا.

## الوصف النباتي
النبات عشبي معمر. النبات سام كبقية أنواع اللحلاح.

## مرادفات للاسم العلمي
- (باللاتينية: Colchicum stenanthum Bornm.)
- (باللاتينية: Colchicum crocifolium var. lasiophyllum Bornm.)
- (باللاتينية: Colchicum crocifolium var. leiophyllum Bornm.)
- (باللاتينية: Colchicum crocifolium var. stenanthum (Bornm.) Stef.)